# Petrogale lateralis
Espèce
Statut de conservation UICN

 VU B2ab(i,ii,iii,iv,v); C2a(i) : Vulnérable
Le pétrogale d'Australie occidentale ou wallaby des rochers (Petrogale lateralis) est une espèce de marsupiaux de la famille des Macropodidae vivant en Australie occidentale.

## Description
C'est un animal plutôt prudent, avec une robe grise et noire lui permettant de se dissimuler dans les rochers, robe qui s'éclaircit en été. Il a un poil court, épais, bouclé, très dense à la base de la queue, sur la croupe et les flancs. Sa queue, longue et rase lui est très utile pour faire contre-poids lorsqu'il saute de rocher en rocher et la sole de ses pieds est très rugueuse pour éviter de glisser.

## Mode de vie
Ce wallaby vit en groupes de 10 à 100 individus. Animal nocturne, il passe ses journées à l'abri dans les rochers ne sortant qu'à la tombée du jour pour devenir actif

## Alimentation
C'est un animal qui se nourrit dans les prairies d'herbes mais aussi de fruits et de feuilles. Il boit très rarement, la plus grande partie de son eau lui étant apportée par son alimentation.

## Reproduction
Il atteint sa maturité sexuelle vers 1 ou 2 ans et l'activité sexuelle est continue, fonction des précipitations. Le développement de l'embryon peut être suspendu jusqu'à ce que les conditions environnementales deviennent plus favorables. La période de gestation est d'environ 30 jours et comme pour les autres marsupiaux, le jeune va se développer et s'alimenter dans la poche marsupiale de sa mère. Mais à la différence des autres marsupiaux, la mère laisse son petit à l'abri dans les rochers lorsqu'elle va se nourrir.

## Devenir
Des plans et des zones de protection et de réimplantation ont été mis en service. En effet leur population s'est réduite avec l'apparition des renards et des chats sauvages, les dégâts causés à leur habitat par les moutons, les chèvres et les lapins ainsi que par les incendies.